# Debye
Als Debye [dəˈbɛi̯ə] (Einheitenzeichen D; nach Peter Debye, dem Erforscher der Dipolerscheinungen) bezeichnet man die CGS-Einheit des elektrischen Dipolmoments im Gaußschen Einheitensystem und im Elektrostatischen Einheitensystem (ESU).
Diese Einheit basiert auf den CGS-Einheiten Franklin (Fr) und Zentimeter (cm):
{\displaystyle {\begin{aligned}1\ {\rm {Debye}}&=10^{-18}\ {\rm {Fr\cdot cm}}\\&=10^{-10}\ {\rm {Fr\cdot \mathrm {\AA} }}\end{aligned}}}
mit {\displaystyle {\rm {\mathrm {\AA} }}} für das Ångström.
Für die Umrechnung in die SI-Einheit für das elektrische Dipolmoment (Coulomb · Meter, Coulombmeter) gilt:
{\displaystyle 1\ {\rm {Debye\approx 3{,}33564\cdot 10^{-30}\ C\cdot m}}}
Der Zahlenwert 3,33564·10−30 ist eine Näherung des exakten Werts 10−19/{c}, wobei {c}={\displaystyle {\tfrac {c}{\rm {cm/s}}}} der Zahlenwert der Lichtgeschwindigkeit in der Einheit cm/s ist.
Da man bei Verwendung des Coulombmeter auf atomaren Skalen zu sehr kleinen Zahlenwerten gelangt, wird üblicherweise das Debye verwendet.
Außerdem gilt näherungsweise folgende Umrechnung:
{\displaystyle 1\ \mathrm {Debye} \approx 0{,}2082\ e\cdot \mathrm {\mathrm {\AA} } \approx 0{,}39343\ e\cdot a_{0}},
wobei e die Elementarladung und a0 der bohrsche Radius ist.  
Das Debye stellt in der EU und der Schweiz keine gesetzliche Einheit im Messwesen dar.